# SWM (motocicletas)
Speedy Working Motors (SWM) es un fabricante de motocicletas todo terreno, de origen lombardo, activo entre los años 1971 y 1984.

## Historia
Fue fundada por dos aficionados, Pietro Sironi y Fausto Vergani, en Palazzolo Milanese, perteneciente a Paderno Dugnano. Nació con la intención de competir con las mejores motocicletas todoterreno de la época. Estaban equipadas con motores de dos tiempos, procedentes en su casi totalidad del extranjero, en concreto de los fabricantes Sachs y Rotax.
Esta empresa lombarda obtuvo, desde el inicio, buenos resultados en competición en regularidad, motocross y trial. En esta última especialidad, fue la primera firma italiana en vencer en un campeonato del mundo, en 1981, con el piloto francés Gilles Burgat.
Gracias al compromiso y al trabajo incansable del director técnico y proyectista Emilio Ferraboschi[cita requerida], la empresa logró obtener una gran respuesta en el ámbito comercial y ser definida como mejor moto del año con la SWM RS 125 GS de 1979.
Como consecuencia de problemas financieros, en 1984, SWM entró en concurso de acreedores, seguido de su liquidación, con su cese definitivo en 1985. Pietro Sironi intentó continuar con la actividad con la marca «SVM» (Società Veicoli Milanese), que tuvo un corto recorrido: en 1987, SVM, cerró sus puertas definitivamente.
En julio de 2015, se reanuda la producción de esta histórica marca lombarda en Biandronno (Varese), en la antigua fábrica Husqvarna, cerrada por la empresa austriaca KTM.